# Redd

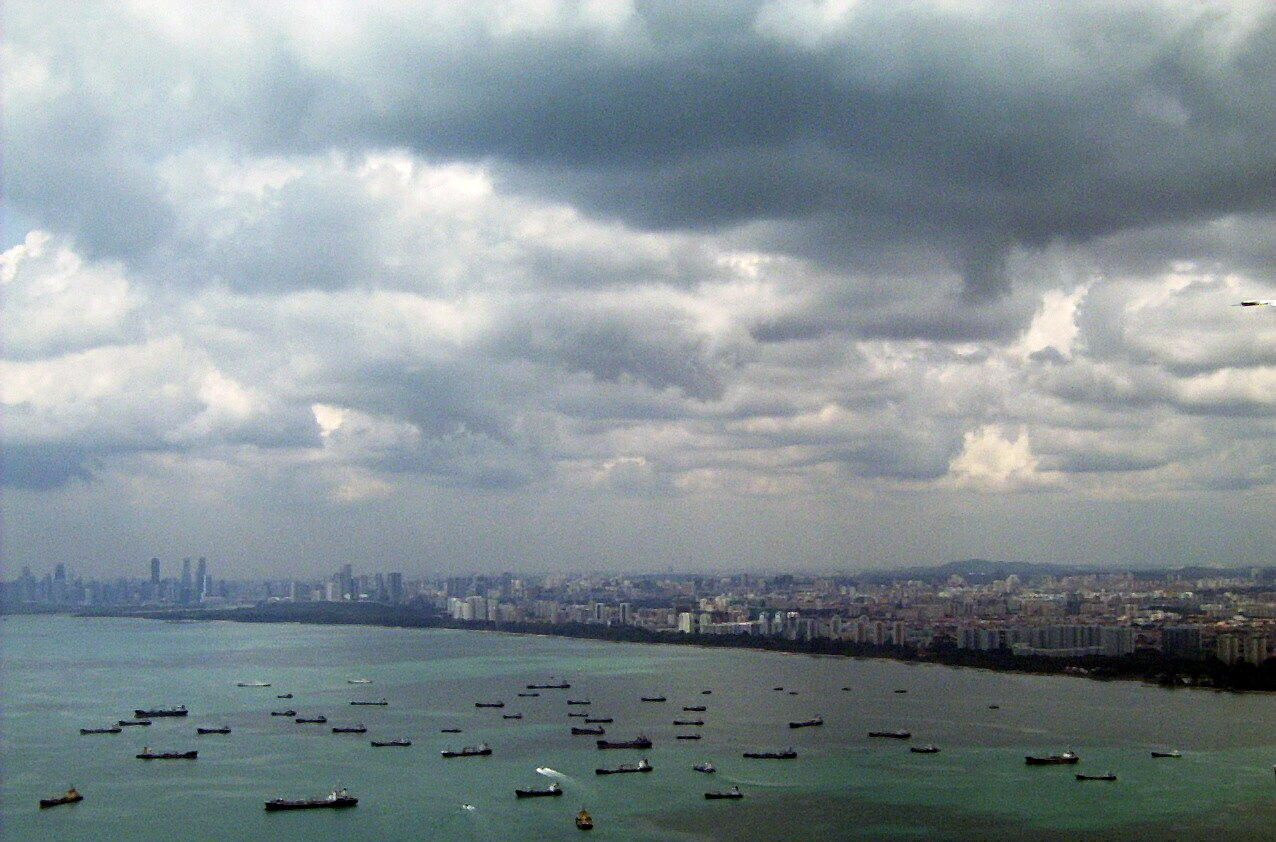
Redden utanför Singapore

Redd är en ankarplats utanför en hamn eller öppen kust. Den är oskyddad för storm och sjöhävning 
och kallas öppen eller sluten allteftersom stranden mer eller mindre böjer sig omkring den. Många hamnar har en inre och en yttre redd.